# Rudník (Košice-okolie)
Rudník (ungarisch: Rudnok; bis 1927 slowakisch: Rudno) ist eine Gemeinde im Osten der Slowakei mit 624 Einwohnern (Stand 31. Dezember 2024). Sie liegt im Okres Košice-okolie, einem Teil des Košický kraj.

## Geografie
Die Gemeinde liegt etwa 20 Kilometer westlich der Großstadt Košice. Das 23 km² große Gemeindegebiet erstreckt sich von den östlichen Ausläufern der Volovecer Berge als Teil des Slowakischen Erzgebirges im Norden bis zu den fruchtbaren Hügeln der Vorbergzone. Der auf Granit und Porphyr aufgebaute bergige Nordteil des Gemeindegebietes ist von dichten Mischwäldern bedeckt. Hier werden Höhen von über 550 m über dem Meer erreicht (Kobylia hora, 882 m n.m., Podkova, 569 m n.m.), während der Dorfkern von Rudník auf 314 m Höhe liegt. Auch der Westteil der Gemeinde ist von Wäldern bedeckt, während sich das Dorf Rudník auf einer Rodungsinsel befindet, die im Südosten bis an die Bodva heranreicht.

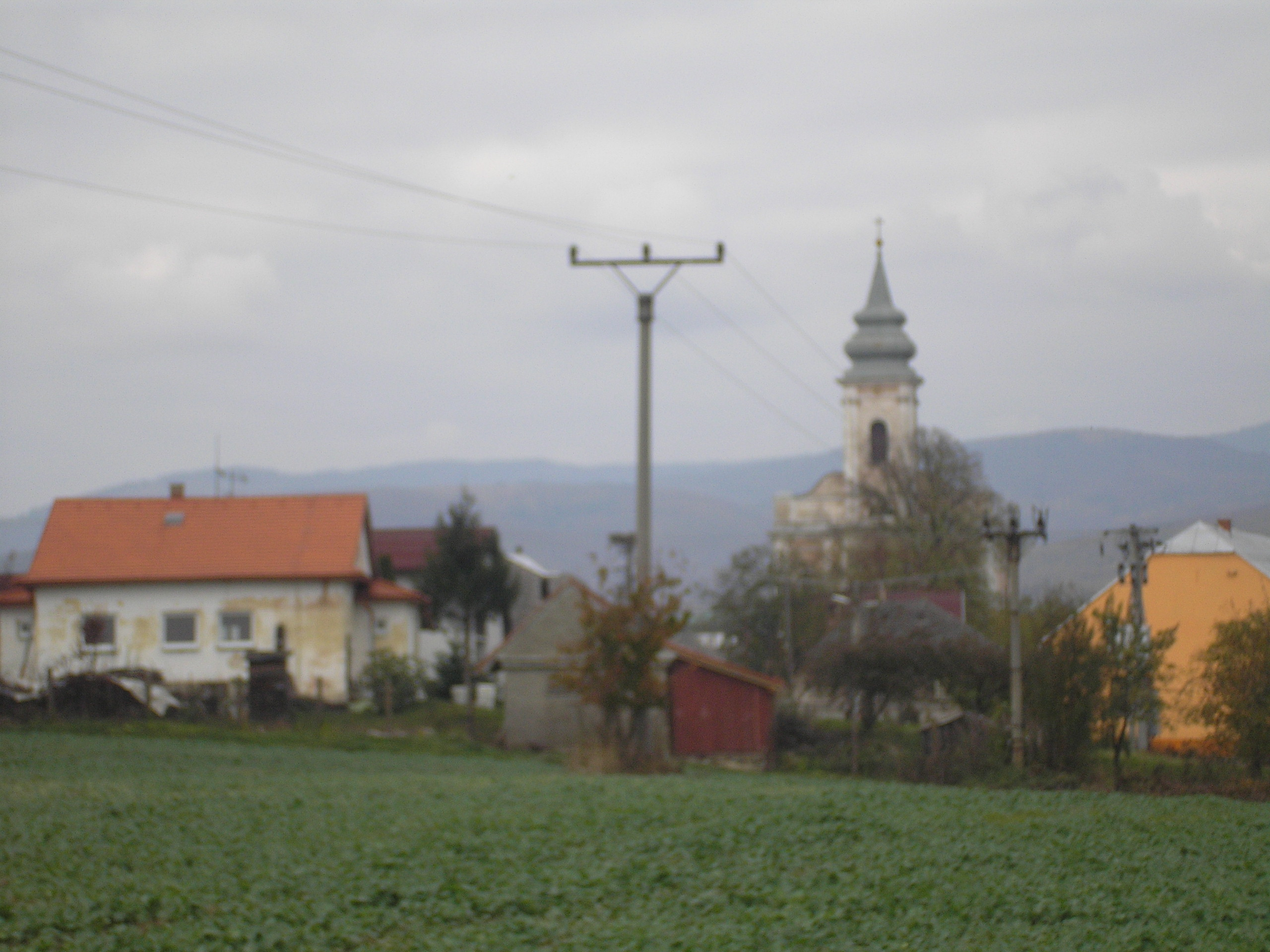
Blick auf Rudník

Durch das Gemeindeareal fließen in Nordwest-Südost-Richtung einige Bergbäche, die im Cecejovský potok zusammenfließen und zur Ida entwässern.
Nachbargemeinden von Rudník sind Zlatá Idka im Norden, Hýľov im Nordosten, Nováčany im Osten, Paňovce im Südosten, Debraď im Süden, Jasov im Westen sowie Poproč im Nordwesten.

## Geschichte
Erste schriftliche Aufzeichnungen über Rudník datieren auf das Jahr 1255, als der ungarische König Bela IV. die Privilegien des nahegelegenen Prämonstratenser-Klosters Jasov erneuerte, die während des Mongolensturms verloren gegangen waren. Der König war wenige Jahre zuvor als Geschlagener aus der Schlacht bei Muhi auf dem Weg über Preßburg nach Dalmatien. In den Annalen des Klosters, das schon um 1170 gegründet wurde, ist von populi de Rodnuk (Menschen aus Rudník) die Rede, sodass davon ausgegangen werden kann, dass das Dorf schon zur Gründungszeit des Klosters bestand.
Die ursprüngliche Bevölkerung war slawisch; ungarische Siedler kamen erst später in das Gebiet um Rudník. Der Name des Dorfes und des gleichnamigen Dorfbaches ist auf das slowakische Wort ruda für Erz zurückzuführen. Neben der Goldwäscherei war der Abbau von Eisenerz eine der Haupteinnahmequellen im mittelalterlichen Rudník. Im 14. Jahrhundert wurde der Bergbau intensiver, nicht zuletzt durch den Zuzug deutschsprachiger Kolonisten, die neue Extraktionsverfahren mitbrachten.
In den Quellen aus dem Jahr 1255 findet sich auch ein Ort namens Myhluk, der sich im heutigen südöstlichen Gemeindegebiet befunden haben mag. Später tauchte der Name nicht mehr im Zusammenhang mit der Existenz als Siedlung auf und man vermutet, dass es sich um eine aufgegebene Dorfstelle oder einen Flurnamen handelt. So taucht die Flur Myhluk nur noch einmal im Jahr 1487 auf, als Streitigkeiten um Pferde und unbebautes Land zwischen Bauern aus Mokrance und Veľká Ida beigelegt wurden.
1427 waren für Rudník 21 steuerpflichtige Höfe ausgewiesen, 1553 noch 18½ Höfe 1570 noch acht bewohnte und drei unbewohnte Höfe, 1696 bereits 32 Höfe und 1715 zählte man zusätzlich 14 leibeigene Familien. Schließlich ergab eine Volkszählung des Jahres 1828 155 Häuser mit 1162 Einwohnern.
Land- und Forstwirtschaft, Köhlerei und Eisenerzabbau waren lange die wichtigsten Einnahmequellen der Bewohner Rudníks. Das Erz wurde in die Schmelzereien des benachbarten Zlatá Idka gebracht. Viele Bewohner verdingten sich auch als Töpfer in Jasov oder arbeiteten in den Mühlen von Medzev.
In der Zeit der Türkengefahr vom 14. bis zum 17. Jahrhundert standen Rudník und die umliegenden Dörfer unter dem Schutz einer Felsenburg in Jasov.
Im Jahr 1837 war Rudnik ein slowakisches Dorf mit 1146 Katholiken; bis 1882 gehörte das Dorf zur Grafschaft Abov, die Pfarrei war Teil der Diözese in Rožňava. Für das Jahr 1907 wurden 780 Einwohner in 149 Häusern angegeben. Im Jahr 1848 waren 70 % der wirtschaftlich aktiven Bevölkerung Holzfäller oder Köhler und nur 30 % waren in der Landwirtschaft beschäftigt.
Mit dem Ende des Ersten Weltkrieges verschwand die Monarchie und auch der Zuzug von Ungarn kam ins Stocken. Am 9. Januar 1918 marschierte die tschechoslowakische Armee in Rudník ein. Die Namen der neun Gefallenen aus Rudník sind in eine Marmor-Gedenktafel am Eingang der Kirche eingraviert.
Bis zum Vertrag von Trianon gehörte das Dorf zum Komitat Abaúj-Torna im Königreich Ungarn, von da an gehörte Rudník wie alle im Komitat Abaúj-Torna liegenden Orte zur Tschechoslowakei. Nach dem Ersten Wiener Schiedsspruch lagen diese Gemeinden von 1938 bis 1945 noch einmal in Ungarn, wobei Rudník und Poproč erst Anfang 1939 nach Ungarn kamen.

### Rudník als Kurort
Aus dem Jahr 1762 stammt eine von Stabsarzt Henrik Mayer in Latein abgefasste Beschreibung des in Rudník geförderten Mineralwassers. Sie trug den Namen „Thermographische Erforschung der Rudníker Gold-Mineralbäder“. Zu den Bestandteilen des Wassers gehörte neben Gold auch rotes Quecksilbersulfid, Eisensulfat und eine hohe Konzentration von Antimon. Die in 16 Abschnitte geteilte Untersuchung beschreibt zudem als Herkunftsgebiet die Quellflüsse der oberen Ida, die seit langem von Goldwäschern aufgesucht wird. Zu den medizinischen Anwendungen wird ausgeführt, dass das Wasser geeignet sei bei Blutvergiftungen, Lepra, Geschwüren, Skorbut, Syphilis, Epilepsien, Nervenkrankheiten, Magenkrämpfen und Koliken.
Nach bescheidenen Anfängen eines Kurbetriebes (Trinkhalle) verlagerten die betuchten Kurgäste ihre Aufenthalte in das weiter westlich gelegene 1883 gegründete und leichter erreichbare Heilbad in Štós (Štós-kúpele).

## Bevölkerung
| Jahr                | 1994 | 2004     | 2014    | 2024    |
| ------------------- | ---- | -------- | ------- | ------- |
| Anzahl der Personen | 675  | 607      | 605     | 624     |
| Unterschied         |      | −10,07 % | −0,32 % | +3,14 % |

| Jahr                | 2023 | 2024    |
| ------------------- | ---- | ------- |
| Anzahl der Personen | 622  | 624     |
| Unterschied         |      | +0,32 % |

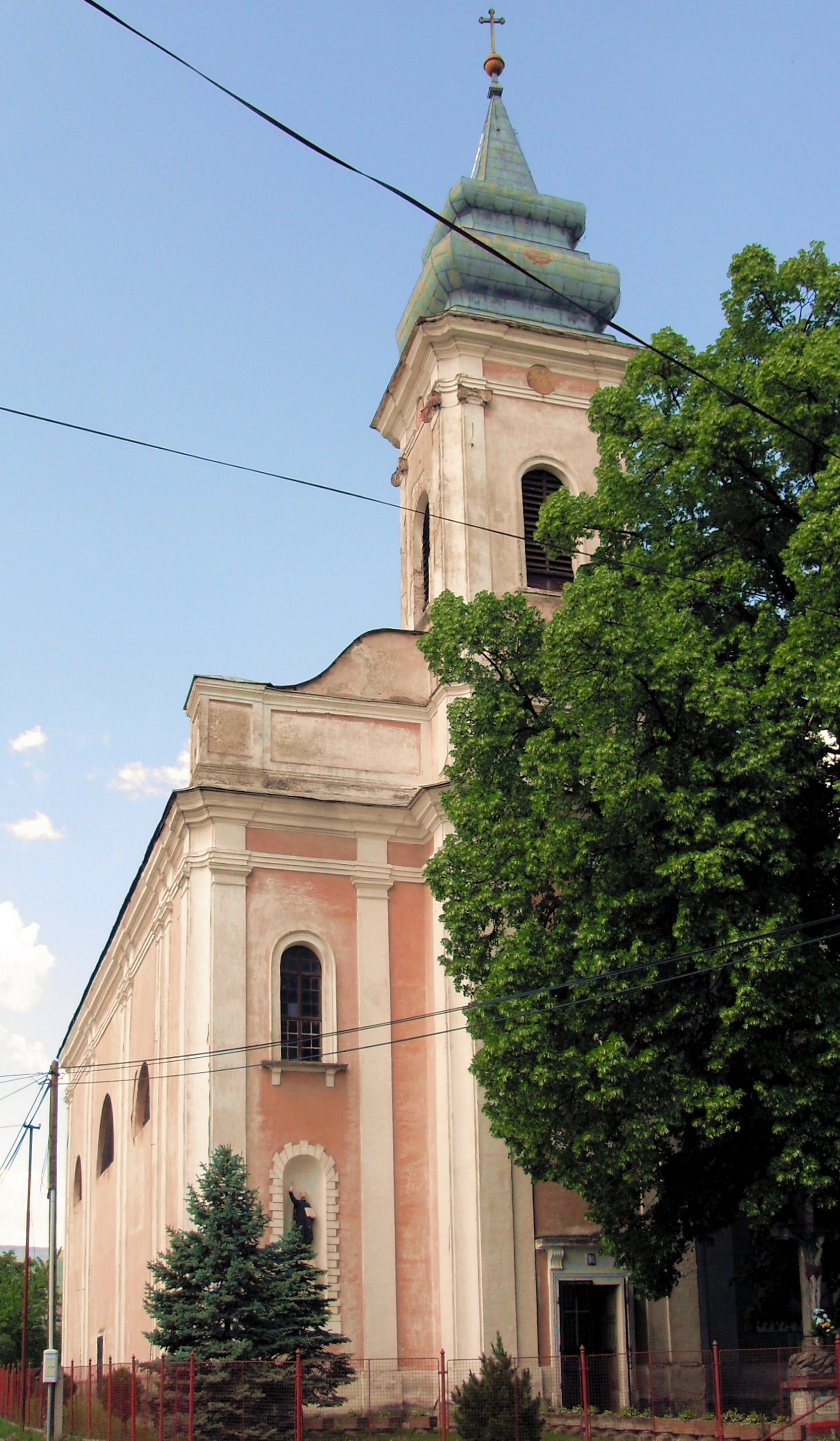
Römisch-katholische St.-Georgs-Kirche

Nach den Ergebnissen der Volkszählung 2001 lebten in Rudník 623 Einwohner, davon
- 96 % Slowaken und
- 0,64 % Ungarn

93,1 % der Bewohner bekannten sich zur römisch-katholischen Kirche, 1,3 % zur griechisch-katholischen Kirche.

## Sehenswürdigkeiten
- Römisch-katholische Pfarrkirche St. Georg (Rímskokatolícky kostol sv. Juraja)

## Wirtschaft und Infrastruktur
Seit jeher spielt die Forstwirtschaft die wichtigste Rolle in Rudník. Neben der Landwirtschaft und einem sich allmählich entwickelnden Tourismus gibt es Arbeitsplätze für Pendler in der in und um Košice ansässigen Industrie sowie in den nahen Städten Jasov und Moldova nad Bodvou.
Durch das Gemeindegebiet verläuft die Fernstraße 548 (Cesta II. triedy) von Košice nach Jasov. Eine weitere Straße führt von Rudník nach Zlatá Idka.